# Tomomi Fudžimuraová
Tomomi Fudžimuraová (japonsky 藤村 智美, * 30. května 1978 Hjógo) je bývalá japonská fotbalistka.

## Reprezentační kariéra
Za japonskou reprezentaci v letech 1997 až 2002 odehrála 20 reprezentačních utkání. Byla členkou japonské reprezentace i na Mistrovství Asie ve fotbale žen 1999 a 2001.

## Statistiky
| Japonsko | Japonsko | Japonsko |
| Roky     | Záp.     | Góly     |
| -------- | -------- | -------- |
| 1997     | 1        | 0        |
| 1998     | 0        | 0        |
| 1999     | 6        | 0        |
| 2000     | 6        | 0        |
| 2001     | 4        | 1        |
| 2002     | 3        | 0        |
| Celkem   | 20       | 1        |

## Úspěchy

### Reprezentační
- Mistrovství Asie:  2001